# Kosmeč
Kosmeč je nenaseljeni otočić u hrvatskom dijelu Jadranskog mora.
Njegova površina iznosi 0,024 km². Dužina obalne crte iznosi 0,57 km.